# Ruth de Souza
Pour les articles homonymes, voir Souza.
Ruth Pinto de Souza, connue sous le nom de Ruth de Souza, est une actrice brésilienne née à Rio de Janeiro le 12 mai 1921 et morte le 28 juillet 2019 à Copacabana (Rio de Janeiro).
Ruth de Souza est la première actrice afro-brésilienne à jouer, en 1945, au Théâtre Municipal de Rio de Janeiro, avec la mise en scène de la pièce O Imperador Jones d' Eugene O'Neill et la première actrice afro-brésilienne sélectionnée pour le prix de la meilleure actrice à un festival international du film Sinhá Moça à la Mostra de Venise en 1954. En 1968, elle rejoint la distribution de TV Globo où elle devient la première actrice noire à jouer en vedette dans une telenovela : Cabana do Pai Tomas (1969).

## Biographie
Ruth Pinto de Souza est née le 12 mai 1921 à Rio de Janeiro. Elle est la fille d'un agriculteur et d'une lavandière et vit jusqu'à l'âge de neuf ans dans une ferme à Minas Gerais. À la mort de son père, Ruth de Souza et sa mère reviennent vivre à Rio, dans un village du quartier de Copacabana,.
Ruth de Souza s'intéresse au théâtre et en 1945, elle entre au Teatro Experimental do Negro (pt), dirigé par Abdias do Nascimento. Cela lui permet, avec d'autres femmes noires, de prendre part au premier groupe de théâtre noir à se rendre sur la scène du théâtre municipal de Rio de Janeiro avec la pièce The Emperor Jones (O Imperador Jones), d'Eugene O'Neill. En 1959, elle vit un autre moment spécial sur scène, lorsqu'elle joue dans La prière pour un noir (Oração para uma negra) de William Faulkner, avec Nydia Lícia et Sérgio Cardoso, au Teatro Bela Vista de São Paulo .
En 1948, après avoir obtenu une bourse de la Fondation Rockefeller, Ruth de Souza passe une année aux États-Unis et étudie à l'université Howard à Washington, réservée à ce moment-là aux étudiants afro-américains, et à l'école d'art dramatique Karamu House à Cleveland.
Ruth de Souza fait ses débuts au cinéma en 1948 dans le film Terra Violenta, basé sur le roman Terras do Sem-fim, de Jorge Amado. L'actrice afro-brésilienne participe à de nombreuses productions, comme Missing Someone in the Asylum (Falta Alguém no Manicômio, 1948), We Are Brothers (1949), Ângela (1951) et Earth Is Always Land (1952). En 1953, elle bénéficie d'une renommée nationale pour sa participation à Sinhá Moça, qui accélère sa carrière d'actrice.
Dans les années 1950, elle participe à des feuilletons radiophoniques et commence à jouer dans les théâtres de la télévision Tupi. Dans la décennie suivante, Ruth de Souza rencontre le succès à la télévision avec la telenovela A Diosa Vencida d'Ivani Ribeiro sur TV Excelsior. En 1968, elle rejoint la distribution de TV Globo où elle devient la première actrice noire à jouer un premier rôle dans une telenovela : Cabana do Pai Tomas (1969),.
En 2019, Ruth de Souza interprète son dernier rôle, Madalena, à la télévision, dans une mini série, Se Eu Fechar os Olhos.
Elle décède le 28 juillet 2019 à Copacabana,
Elle fait partie des actrices qui ont remporté le Prêmio Saci.

## Carrière

### À la télévision
| Année                       | Titre                              | Personnage               |
| --------------------------- | ---------------------------------- | ------------------------ |
| 1951                        | Grande Teatro Tupi                 | Divers personnages       |
| 1965                        | A Deusa Vencida                    | Narcisa                  |
| 1968                        | Passo dos Ventos                   | Mãe Tuiá                 |
| 1969                        | A Cabana do Pai Tomás              | Cloé                     |
| 1969                        | Verão Vermelho                     | Clementina               |
| 1970                        | Assim na Terra Como no Céu         | Isabel                   |
| 1970                        | Pigmalião 70                       | [ 7 ]                    |
| 1971                        | O Homem Que Deve Morrer            | Maria das Dores          |
| 1972                        | Bicho do Mato                      | Zilda                    |
| 1973                        | O Bem Amado                        | Chiquinha do Parto       |
| 1973                        | Os Ossos do Barão                  | Elisa                    |
| 1974                        | O Rebu                             | Lourdes                  |
| 1975                        | Helena                             | Madalena                 |
| 1975                        | O Grito                            | Albertina                |
| 1976                        | Duas Vidas                         | Elisa                    |
| 1977                        | Sinhazinha Flô                     | Justina                  |
| 1978                        | Sinal de Alerta                    | Adelaide Santiago        |
| 1980                        | Olhai os Lírios do Campo           | Mariana                  |
| 1982                        | Sétimo Sentido                     | Jerusa Bueno             |
| 1983                        | Caso Verdade                       | NC                       |
| 1984                        | Corpo a Corpo                      | Jurema Nascimento Rangel |
| 1986                        | Sinhá Moça                         | Balbina                  |
| 1986                        | Cambalacho                         | Dona Aparecida           |
| 1987                        | Mandala                            | Josefa Santana Zezé      |
| 1987                        | Expresso Brasil                    | Chiquinha do Parto       |
| 1988                        | Fera Radical                       | Cecília                  |
| 1989                        | Pacto de Sangue                    | Mãe Quitinha             |
| 1990                        | Rainha da Sucata                   | Juíza Elizabeth          |
| 1992                        | De Corpo e Alma                    | Amiga de Calu            |
| 1993                        | Você Decide                        | NC                       |
| 1994                        | Memorial de Maria Moura            | Siá Mena                 |
| 1995                        | Você Decide                        | NC                       |
| 1996                        | Quem É Você?                       | Isolina Barroso          |
| 1997                        | Você Decide                        | NC                       |
| 2000                        | Você Decide                        | Isaura                   |
| 2001                        | O Clone                            | Dona Mocinha da Silva    |
| 2004                        | Senhora do Destino                 | Marina Cazarredo         |
| 2006                        | Sinhá Moça                         | Mãe Maria                |
| 2007                        | Amazônia, de Galvez a Chico Mendes | Madrinha Entrevada       |
| 2007                        | Duas Caras                         | Tia Nena                 |
| 2008                        | Faça Sua História                  | Passageira               |
| 2010                        | Na Forma da Lei                    | Velha Oxalá              |
| 2018                        | Mister Brau                        | Elle-même                |
| Se Eu Fechar os Olhos Agora | Madalena,                          | Madalena,                |

### Au cinéma
| Année | Titre                                    | Rôle                               |
| ----- | ---------------------------------------- | ---------------------------------- |
| 1948  | Terra Violenta (pt)                      | Employée                           |
| 1948  | Falta Alguém no Manicômio                | Julia                              |
| 1949  | Também Somos Irmãos                      | Rosalia                            |
| 1950  | A Sombra da Outra (pt)                   |                                    |
| 1950  | Aglaia                                   |                                    |
| 1951  | Angela (film) (pt)                       | Divin                              |
| 1951  | Terra É Sempre Terra (pt)                | Bastian                            |
| 1953  | Sinhá Moça                               | Sabina                             |
| 1954  | Candinho                                 | Dona Manuela                       |
| 1956  | Quem matou Anabela?                      |                                    |
| 1957  | Osso, Amor e Papagaios (pt)              | Benedita                           |
| 1958  | Ravina                                   | Mariana                            |
| 1959  | Fronteiras do Inferno                    |                                    |
| 1960  | Mistério da Ilha de Vênus                | Maman Rata                         |
| 1960  | Favela                                   |                                    |
| 1961  | Bruma Seca                               | Luísa                              |
| 1961  | A Morte comanda o Cangaço                | Rezadeira                          |
| 1962  | O Assalto ao Trem Pagador                | Judith                             |
| 1963  | O Cabeleira                              | Jovina                             |
| 1963  | Gimba, o Presidente dos Valentes         | Fille                              |
| 1968  | O Homem Nu                               | Témoin de Jéhovah                  |
| 1974  | Pureza Proibida                          | Cotinha                            |
| 1975  | Ana, a Libertina                         | Employée                           |
| 1976  | Um Homem Célebre                         |                                    |
| 1977  | Quem Matou Pacífico?                     |                                    |
| 1977  | Ladrões de Cinema                        | Reine folle                        |
| 1980  | Fruto do Amor                            | Ana Maria                          |
| 1987  | Bahia de tous les saints                 |                                    |
| 1994  | Boca                                     | Madame Esteban                     |
| 1999  | Um Copo de Cólera                        |                                    |
| 2001  | A Negação do Brasil                      | Elle-même                          |
| 2003  | O Aleijadinho: Paixão, Glória e Suplício | Joana Lopes                        |
| 2004  | As Filhas do Vento                       | Maria Aparecida "Cida"             |
| 2015  | O Vendedor de Passados                   | Mme Celia                          |
| 2018  | Primavera                                | Josephina / Mathilde / Mère Amelia |

### Au théâtre
- 1945 - O Imperador Jones

Ruth de Souza, Carlos Zara, Nieta Junqueira, Nydia Lícia et Wanda Kosmo dans la pièce O Vestido de Noiva en 1958. Archives nationales.

- 1946 - Todos os Filhos de Deus têm Asas
- 1946 - O Moleque Sonhador
- 1947 - O Filho Pródigo
- 1947 - Terras do Sem-Fim
- 1948 - Recital Castro Alves
- 1948 - A Família e a Festa na Roça
- 1949 - Aruanda
- 1949 - Filhos de Santo
- 1950 - Calígula
- 1958 - Vestido de Noiva (pt)
- 1959/1960 - Oração Para uma Negra
- 1961 - Quarto de Despejo
- 1964 - Vereda da Salvação
- 1967 - O Milagre de Anne Sullivan
- 1978 - A Revolução dos Patos
- 1980 - Passageiros da Estrela
- 1983 - Requiém para uma Negra
- 1994 - Anjo Negro (pt)

## Prix et nominations

### Prix internationaux
| Année | Prix                                     | Catégorie                         | Résultat   | Commentaire                                                                                                 | Réf.   |
| ----- | ---------------------------------------- | --------------------------------- | ---------- | --- | ------ |
| 1954  | Festival international du film de Venise | Lion d'or de la meilleure actrice | Nomination | Cette nomination a fait de Ruth la première actrice brésilienne nommée pour un prix international du cinéma | [ 21 ] |

### Prix nationaux
| Année | Prix                                        | Catégorie                             | Résultat   | Commentaire            | Réf.   |
| ----- | ------------------------------------------- | ------------------------------------- | ---------- | ---------------------- | ------ |
| 1976  | Associação Paulista de Críticos de Arte     | Meilleure actrice dans un second rôle | Lauréat    |                        |        |
| 2004  | Festival de Gramado                         | Meilleure actrice                     | Lauréat    | Divisé avec Léa Garcia | [ 22 ] |
| 2006  | Prix Contigo! du cinéma national            | Meilleure actrice - Vote du jury      | Nomination |                        | [ 23 ] |
| 2018  | 5e festival international du film brésilien | Meilleure actrice dans un second rôle | Lauréat    | Mention honorable      | [ 24 ] |

### Honneurs
- 2013 : Grand prix du cinéma brésilien de 2013[25] de Conjunto da Obra[26].
- 2017 : Prix Dandara d' ALERJ (prix dédié aux personnes qui contribuent à la valorisation des femmes noires à Rio)[27].
- 2019 : Honoré par l'Académie de samba Santa Cruz School dans le carnaval de cette année-là, avec l'intrigue « Ruth de Souza - Lady Liberty. Ouvre tes ailes sur nous. »